# 林家小染 (5代目)
五代目 林家 小染（はやしや こそめ、1963年2月21日 - 2024年3月9日）は、大阪府大阪市城東区出身の落語家。本名∶上村 政二。寄席囃子三味線奏者の入谷和女は元妻。当代林家染八は和女との実子に当たる。出囃子は『たぬき』。吉本興業に所属していた。上方落語協会会員だった。

## 来歴
子どものころからお笑いに興味をお持ち大阪府立茨田高等学校では落語研究部に所属。
高校2年の時に4代目林家小染に弟子入り志願したが断られ、高校卒業後再び志願したが「一度社会人を経験しなさい」と言われ仕事をしながら楽屋出入りを許される。1982年4月に正式に入門が許され、林家染八として活動する。
1984年1月に師匠の小染が急逝したため、師匠の弟弟子にあたる林家染二の預かり弟子となる。1996年に5代目林家小染を襲名。
7代目柳亭燕路、柳家禽太夫とともに池袋演芸場の落語協会特選会で三人会を開いていた。
2024年3月9日、持病の悪化により大阪市の病院で死去。61歳没。13・14日にあみだ池和光殿で通夜・葬儀が執り行われた。霊柩車は天満天神繁昌亭に回り、だんじり囃子に見送られた。4月21日に天満天神繁昌亭で予定されていた主催落語会「上方江戸噺の会（第16回）」は息子の林家染八により「上方江戸噺の会～林家小染を偲ぶ会～」に変更、オープニングで追悼座談会を行った。出演は柳亭燕路（7代目）、柳家禽太夫、桂文華、林家染八、桂健枝郎、入谷和女（三味線）。5月22日、東京・池袋演芸場での「落語協会特選会 燕路・小染・禽太夫の会（第66回）」は小染の代演ゲストとして染八が出演、最終回「林家小染を偲ぶ会」として行われた。

## 芸風
先代小染譲りのもっちゃりした純大阪弁が特徴。ただし彼の大阪弁は、彼が『おばあちゃん子』だったので、古い大阪弁を子供の頃から毎日聞かされ、話しているうちに身に沁み込んだものだという。
落語作家の小佐田定雄に「あなたの大阪弁は、今時の人の話す大阪弁とは違う一時代前のものそのものだが、それは三代目譲りか?」と尋ねられ、「いや、わたいは大師匠に会うたことはおませんが…」と答えたという。

## 受賞歴
- 1992年 「第7回NHK新人演芸大賞」大賞（林家染八）
- 1993年 「国立演芸場花形演芸会花形演芸大賞」金賞
- 1994年 「第12回咲くやこの花賞」

## 弟子
- 当代林家染八 - 2011年6月1日入門。実の息子でもある。